# Immunoglobuliny E
Immunoglobuliny E, IgE – przeciwciała zawierające łańcuch ε, składający się z domen VH + CH1 + CH2 + CH3 + CH4 i niemający rejonu zawiasowego. Wcześniej określano je jako przeciwciała reaginowe.
Immunoglobulina E jest białkiem o masie 190 kilodaltonów, krążącym w surowicy w postaci monomeru, nie przenikając przez łożysko. Jest elementem swoistej odporności humoralnej, jedną z pięciu klas immunoglobulin występujących u człowieka. IgE stanowi poniżej 0.001% stężenia wszystkich pozostałych klas immunoglobulin. W przeciwieństwie do innych immunoglobulin nie jest opsoniną i nie aktywuje dopełniacza na drodze klasycznej. Przeciwciała IgE są termolabilne, co powoduje ich inaktywację w temperaturze 56oC. Surowicze stężenie IgE wynosi 0,4–80 jm./ml (1 jm. odpowiada 2,4 ng przeciwciała), co stanowi 0,004% wszystkich immunoglobulin w surowicy. Czas półtrwania IgE w surowicy jest krótki i wynosi 1–5 dni.
W „naturalnej” reakcji immunologicznej IgE stanowią przeciwciała szczególnie istotne w obronie przeciwpasożytniczej, co wiąże się z indukcją wydzielania histaminy przez bazofile i eozynofile. Te same reakcje są odpowiedzialne za rozwój alergii, która powstaje, gdy IgE łączą się z nieszkodliwymi antygenami, czyli alergenami i uruchamiają gwałtownie reakcje przeciwpasożytnicze. Z tego też wynika zainteresowanie badaczy immunoglobulinami E oraz próby leczenia alergii przez zahamowanie wydzielania samych przeciwciał lub zahamowania wywołanych przez nie skutków. Badanie poziomu IgE może być także skuteczne w diagnostyce chorób alergicznych i pasożytniczych. Stężenie IgE jest niskie przy urodzeniu, stopniowo wzrasta, osiągając szczyt około 10–15 roku życia. U osób z predyspozycją do atopii zwykle wykazuje wcześniejszy stopniowy wzrost. Od drugiej do ósmej dekady życia stężenie IgE stopniowo obniża się. Stężenie krążącej IgE nie odzwierciedla jednak jej prawdziwej aktywności. Uważa się, że około 50% całej puli przeciwciał IgE znajduje się w przestrzeni pozanaczyniowej.

## Historia
W 1921 roku amerykańscy uczeni – R. Cook oraz A. Coca – wysunęli przypuszczenie, że w reakcji nadwrażliwości typu I według Gela-Coombsa biorą udział czynniki surowicze. Czynniki te nazwali reaginami. W tym czasie C. Prausnitz i H. Kϋnstner przeprowadzili doświadczenie potwierdzające biologiczną aktywność reagin. Kϋnstner (uczulony na ryby) wstrzyknął podskórnie Praustnitzowi swoją surowicę, a następnie podał w to samo miejsce wyciąg białka ryby, co doprowadziło do powstania obrzęku i rumienia (tzw. reakcja Praustnitza-Kϋnstnera). Obecnie wiadomo, że przyczyną wystąpienia reakcji było przyłączenie się przeciwciał IgE, podanych biernie w surowicy, do komórek tucznych w skórze, co w konsekwencji doprowadziło do degranulacji mastocytów po wstrzyknięciu alergenu. W 1966 roku reaginy zostały zidentyfikowane przez dwa zespoły: T. Ishizaka i K. Ishizaka oraz G. Johanssona i H. Benicha jako kolejna klasa immunoglobulin. Immunoglobulinie tej nadano nazwę „E” (IgE). Opisano ją po raz pierwszy w 1967 roku.

## Choroby i stany zapalne z podwyższonym stężeniem IgE
Za podwyższone stężenie przeciwciał IgE mogą odpowiadać:
- choroby alergiczne (skóry, przewodu pokarmowego, alergiczny nieżyt nosa, alergiczne zapalenie spojówek, astma oskrzelowa), w tym reakcje anafilaktyczne wywołane:
  - składnikami pożywienia (np. orzeszkami ziemnymi)
  - lekami (np. antybiotykami, aspiryną, niesteroidowymi lekami przeciwzapalnymi)
  - szczepionkami
  - jadami owadów i węży
  - hormonami
  - polisacharydami
  - białkami ludzkimi i zwierzęcymi
  - barwnikami (np. karminem)
  - wysiłkiem fizycznym
- zakażenia pasożytnicze (schistostomiaza, malaria, filarioza, glistnica, owsica, giardioza, pełzakowica, toksokaroza, wągrzyca, włośnica, zakażenie przywrą wątrobową (motylica wątrobowa), zespół larwy skórnej wędrującej)
- zakażenia bakteryjne i wirusowe (wirus Epsteina-Barr, Helicobacter pylori, Mycobacterium tuberculosis)
- choroby skóry (pęcherzyca zwykła, rybia łuska, łuszczyca, łysienie plackowate, albinizm)
- nowotwory (choroba Hodgkina, szpiczak IgE, zespół Sézary’ego, rak płuca)
- niedobory immunologiczne:
  - pierwotne (zespół Wiskotta-Aldricha, hiperimmunoglobulinemia E (zespół Hioba), hipoplazja grasicy (zespół DiGeorge’a), zespół Nezelofa, zespół Omenna, zespół Comel-Nethertona)
  - wtórne (HIV)
- choroby zapalne (choroba Kimury, wrzodziejące zapalenie jelita grubego, młodzieńcze idiopatyczne zapalenie stawów, układowe zapalenia naczyń (m.in. choroba Behçeta, zespół Churga-Strauss, ziarniniakowatość z zapaleniem naczyń, choroba Kawasakiego, guzkowe zapalenie tętnic)
- inne (alergiczna aspergiloza oskrzelowo-płucna, mukowiscydoza, zespół nerczycowy, choroba niedokrwienna serca, polekowe śródmiąższowe zapalenie nerek, alkoholowa marskość wątroby, małopłytkowość samoistna, celiakia).[3]

## Rola w reakcji alergicznej
Przeciwciała IgE są podstawowym elementem reakcji organizmu na alergen, w rozwój której zaangażowane są również inne elementy układu odpornościowego – komórki, cytokiny czy mediatory procesów zapalnych, (głównie histamina) – oddziałujące nie tylko na komórki immunologiczne, ale także na otaczające je tkanki. Źródłem syntezy przeciwciał IgE – skierowanych wobec alergenu – są limfocyty B, które poddane oddziaływaniu zaktywowanych komórek Th różnicują się w plazmocyty. Przeciwciała IgE, wiążąc się z receptorami FcεRI i FcεRII, opłaszczają bogate w ziarnistości mastocyty i bazofile, szczególnie liczne w obrębie błony śluzowej układu oddechowego, pokarmowego oraz skóry właściwej. W następstwie kolejnych ekspozycji na alergen IgE zgromadzone na komórkach tucznych i granulocytach zasadochłonnych wiążą alergen, wskutek czego komórki te ulegają degranulacji, wydzielając do tkanek szereg mediatorów zapalnych, cytokin i czynników chemotaktycznych – chymazy, histaminy, tryptazy, jak również leukotrienów i prostacyklin. Wskutek ich oddziaływania dochodzi do rozwoju ostrych objawów alergii: napadów kichania, wodnistej wydzieliny z nosa, łzawienia spojówek, duszności, pokrzywki, czy – w skrajnych przypadkach – wstrząsu anafilaktycznego.
Od 2002 roku w alergologii stosowane są przeciwciała anty-IgE (omalizumab). Aktywność IgE próbuje się też ograniczać za pomocą szczepionki zawierającej białka odpowiadające fragmentom IgE odpowiedzialnym za wiązanie się z fragmentem FceRI, a także podawaniem przeciwciał monoklonalnych blokujących na FceRI miejsca wiążące IgE. Negatywne skutki oddziaływania histaminy, uaktywnionej w toku reakcji IgE-zależnej, leżącej u podłoża alergii, niweluje się zaś lekami przeciwhistaminowymi najnowszej generacji (np. bilastyna stosowana w leczeniu alergicznego nieżytu nosa, alergicznego zapalenie spojówek i pokrzywki). Tego typu antagonisty receptora H1 blokują końcowy etap reakcji alergicznej z udziałem przeciwciał IgE, uniemożliwiając połączenie uwolnionej histaminy z jej receptorem. W odróżnieniu od leków przeciwhistaminowych I generacji, leki II generacji wykazują silne powinowactwo do receptora H1, a nieznaczne do receptorów innych amin i peptydów, nie powodując tym samym działań niepożądanych, jak senność czy spadki koncentracji.

## Techniki badania IgEs
Na wykrywaniu w skórze i w surowicy krwi swoistych IgE świadczących o nadwrażliwości organizmu na alergen opiera się współczesna diagnostyka alergii. Pierwszą techniką stosowaną do oznaczenia stężenia swoistej IgE – opisaną już w 1967 roku przez Wide'a i wsp.– było badanie metodą radioimmunoadsorpcji (radioallergosorbent test – RAST). W metodzie tej alergen jest związany z podłożem stałym (np. z krążkiem bibuły) i reaguje ze swoistymi przeciwciałami IgE w badanej próbie. W kolejnym etapie powstałe kompleksy wiążą się z przeciwciałami przeciw ludzkim IgE, znakowanymi izotopami promieniotwórczymi (najczęściej J125). W ostatnich latach immunotesty zostały udoskonalone. Oryginalną metodę radioimmunologiczną wykorzystującą znakowane izotopami przeciwciała poliklonalne zastąpiono metodą enzymatyczną ze znakowanymi enzymatycznie przeciwciałami monoklonalnymi. Opracowano również technikę opartą na zastosowaniu wiązania antygenu na podłożu stałym (solid phase), zwiększając tym samym zdolność wiązania alergenu. Wprowadzono również testy, w których alergen znajduje się w fazie ciekłej, a z fazą stałą wiąże się po związaniu z przeciwciałami IgE rozpuszczonymi także w fazie ciekłej. Wielkość zastosowanej powierzchni immunoadsorpcyjnej wpływa wprost proporcjonalnie na dokładność metody i skraca czas inkubacji. Stosowane powierzchnie immunoadsorpcyjne to m.in.: mikrodołki na mikropłytkach, kulki magnetyczne, dyski bibułowe, mikrocząstki, celuloza, a także wykazująca bardzo dużą powierzchnię adsorpcyjną faza płynna. Prace w zakresie diagnostyki chorób alergicznych skupiają się na doskonaleniu obecnie używanych metod pod kątem ulepszania ich sprawności diagnostycznej. Obecnie w standardowej praktyce alergologicznej do oznaczeń swoistych IgE najczęściej wykorzystuje się metody immunoenzymatyczne (np. ELISA), umożliwiające oznaczanie stężenia IgE dla pojedynczych alergenów. Równie popularne są metody radioimmunologiczne (np. UniCAP, Phadia). Nieco mniej powszechne są techniki oparte na chemiluminescencji. W ostatnich latach do użytku został wprowadzony test ImmunoCAP ISAC (Phadia) wykorzystujący technikę micoarray, dzięki któremu istnieje możliwość oznaczenia swoistych IgE jednorazowo dla kilkudziesięciu alergenów. Dość powszechne są także testy wieloalergenowe IgE, np. Polycheck czy Euroline, które także są metodami immunoenzymatycznymi. Ponadto niedawno do użytku wprowadzono zestaw panelowy Polycheck plus, uzupełniony o determinanty alergenowe głównych alergenów pyłku brzozy. Zestaw pozwala na lepszą ocenę faktycznej obecności przeciwciał w surowicy chorego.